# Old Westbury Gardens

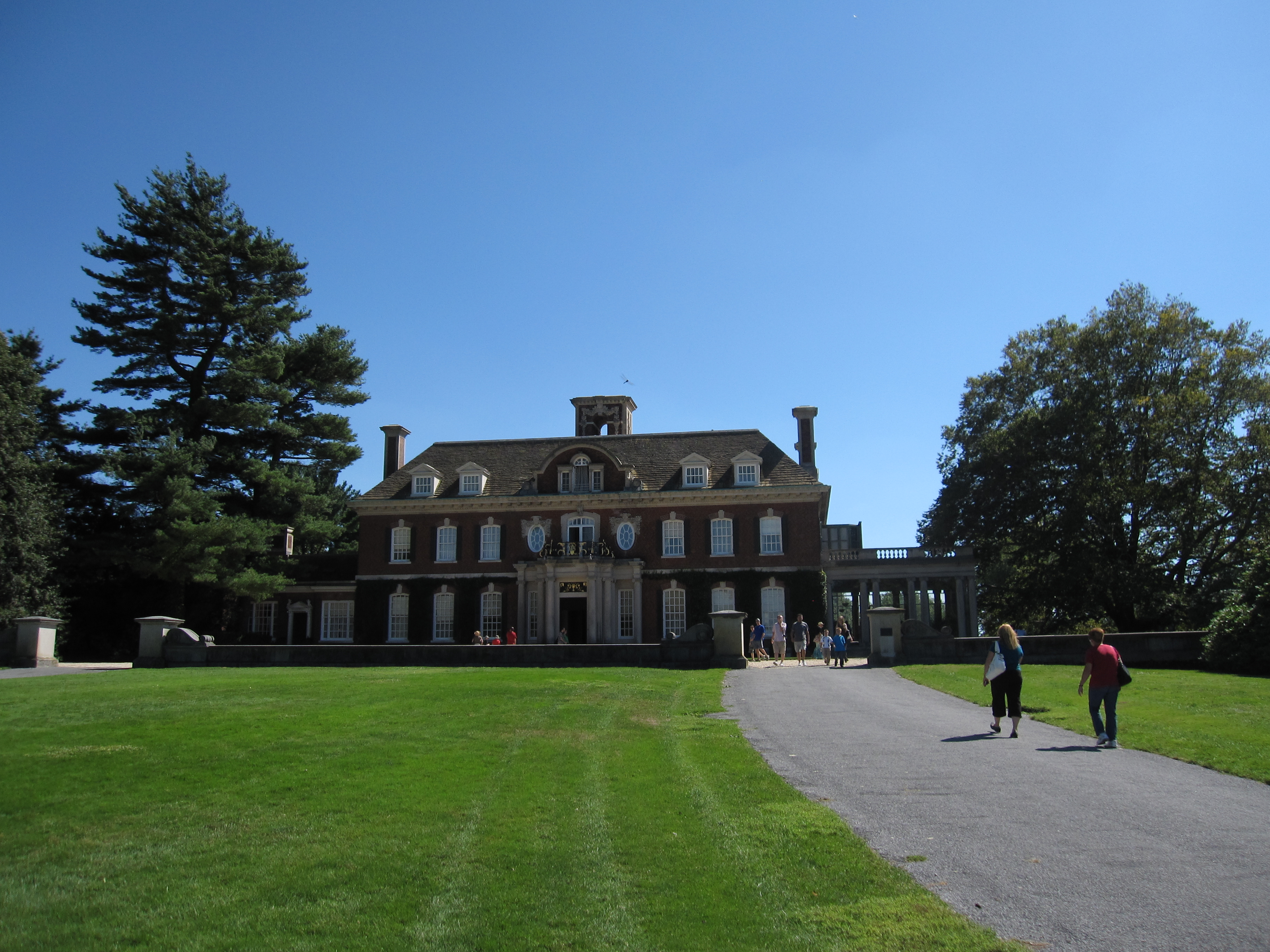
Old Westbury Gardens

Old Westbury Gardens ist ein ehemals privater Landsitz in Old Westbury im Nassau County auf Long Island in New York, USA. Das Anwesen wird im US-amerikanischen, Nationalen Register historischer Stätten geführt, ist heute ein Museum mit Schaugärten und wird gleichzeitig auch für kulturelle Veranstaltungen aller Art oder private Feste, wie z. B. Hochzeiten genutzt. Seit 1958 wurde die Villa immer häufiger als Kulisse für Hollywoodfilme verwendet. Öffentliche Führungen waren ein Jahr später, 1959, ebenfalls möglich.

## Geschichte
Bewohnt wurde der 23-Zimmer-Landsitz einst vom Erbauer John S. Phipps (1874–1958), seiner Frau Margarita Grace Phipps und ihren vier Kindern. Phipps versprach seiner Frau zu Baubeginn 1903, dass er ihr ein Anwesen erbauen wolle, das ihrem Gut in ihrer englischen Heimat Battle Abbey glich. Fertiggestellt nach dreijähriger Bauzeit im Jahr 1906 von dem englischen Designer George A. Crawley im Stil Charles des II., bot die Villa dem Besucher bereits zur damaligen Zeit ausgedehnte Gartenanlagen auf einer Fläche von rund 200 Morgen (0,65 km2) Land, ein weitläufiges Rasengelände, Wälder, Teiche und Seen. Ausgestattet ist das Westbury-Anwesen, das mehr als fünfzig Jahre zum Besitz der Familie Phipps gehörte, mit feinen, englischen Antiquitäten und Kunsthandwerk.

## Aktuell
Heute empfängt der Landsitz die Besucher aller Altersgruppen zu Führungen von Westbury House & Gardens. Angeboten werden hier Führungen durch das Museum im Landsitz und durch die geometrisch angelegten Gärten im Außenbereich. Besuche von Schulklassen, Familien- und Kinderprogramme, Veranstaltungen, Ausstellungen, Oldtimer-Shows, klassische Konzerte im Innen- und Außenbereich, Sommerkonzerte, Vorträge, Signierstunden, Gartenbau-Demonstrationen, Workshops, botanische Kunst- und Gartenarbeitsausstellungen sowie Ausstellungen rund um das Thema Gartenbau, Kunst, Geschichte, Design und Architektur finden hier statt.
Old Westbury Gardens gilt als einer der besterhaltenen Landsitze der USA, mit einem höchsten Maß an Qualität, welche für diese amerikanische Villa des frühen 20. Jahrhunderts nur durch die treue Bewahrung der Landschaft und Gärten, der Architektur und der Kunstsammlungen ermöglicht wurde.

## Besuchszeiten
Old Westbury Gardens ist für die Öffentlichkeit zugänglich. Auf dem weitläufigen Grundstück des Landsitzes gibt es einen Souvenir- und Geschenkeladen, ein Pflanzengeschäft sowie ein Café.

## Hollywoodfilme
Durch Alfred Hitchcocks Klassiker Der unsichtbare Dritte von 1959 mit Cary Grant wurde Old Westbury Gardens einem Millionen-Publikum bekannt. Gleichzeitig nahm Hollywood von diesem Landsitz als exklusiven Drehort Notiz. In folgenden Hollywoodfilmen ist das Old Westbury Gardens als Kulisse zu sehen:

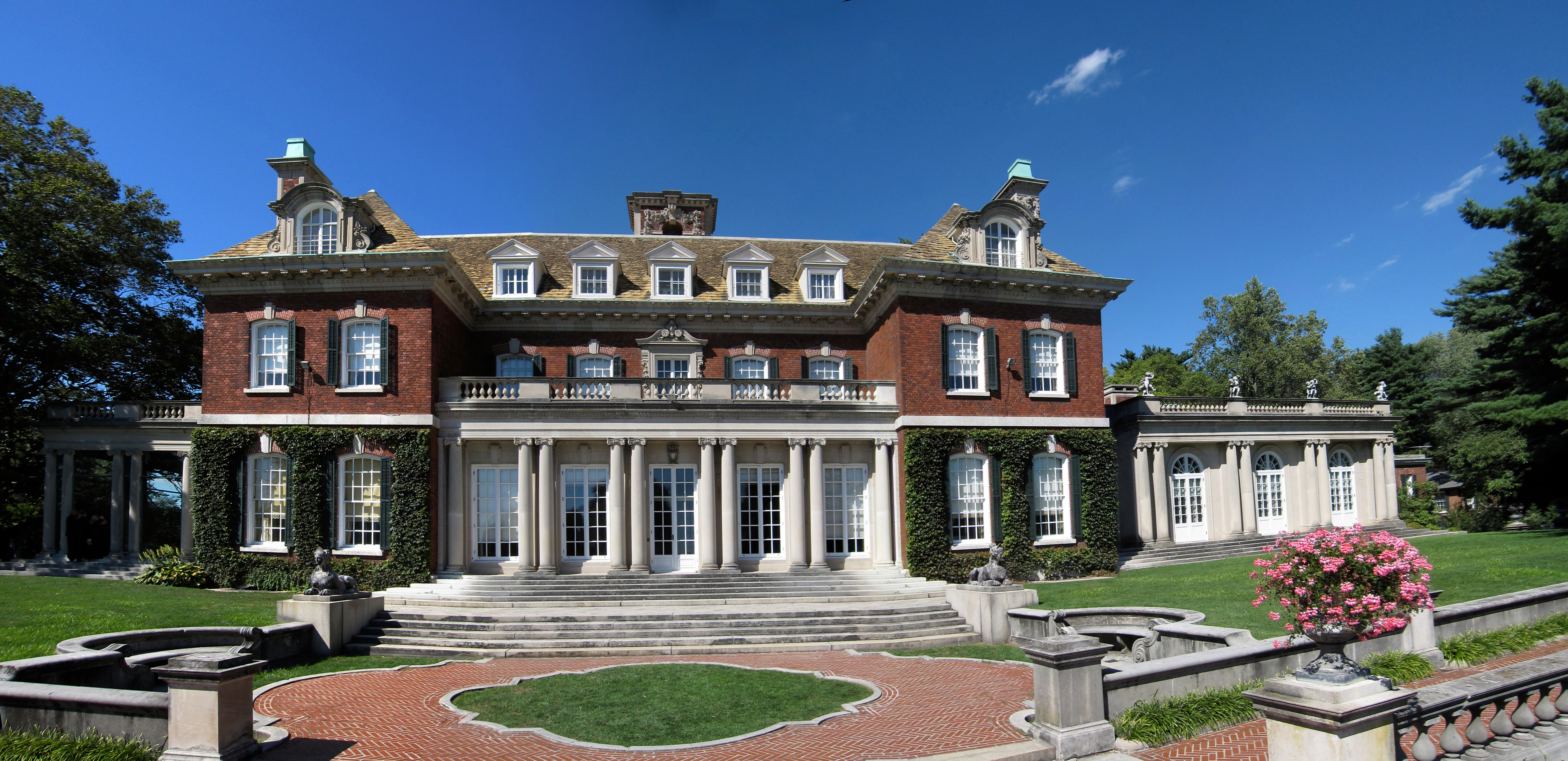
Rückansicht

- Der unsichtbare Dritte 1959 mit Cary Grant, James Mason
- Love Story 1970 mit Ryan O’Neal, Ali MacGraw
- Wolf – Das Tier im Manne 1994 mit Jack Nicholson, Michelle Pfeiffer
- To Wong Foo, thanks for Everything, Julie Newmar 1995 mit Patrick Swayze, Wesley Snipes
- Eiskalte Engel 1999 mit Sarah Michelle Gellar, Ryan Phillippe
- 8mm 1999 mit Nicolas Cage, Joaquin Phoenix
- Hitch – Der Date Doktor 2005 mit Will Smith, Kevin James
- American Gangster 2007 mit Denzel Washington, Russell Crowe
- Bernard and Doris 2007 mit Susan Sarandon, Ralph Fiennes
- Royal Pains 2008, TV-Serie
- Gossip Girl 2008, TV-Serie mit Blake Lively, Leighton Meester, Ed Westwick.
- Arthur 2011 mit Russell Brand und Jennifer Garner